# Tropico (Sänger)

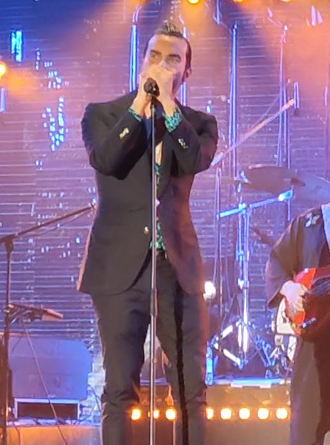
Tropico (2023)

Davide Petrella (* 6. August 1985 in Neapel), auch bekannt unter dem Pseudonym Tropico, ist ein italienischer Cantautore.

## Karriere
Petrella war schon in jungen Jahren musikalisch tätig. Als Teil der Band Le Strisce bewarb er sich erfolglos für die Newcomer-Kategorie des Sanremo-Festivals 2011. Mit der Band veröffentlichte er bis 2014 drei Alben. In den Jahren darauf gelang ihm eine erfolgreiche Karriere als Songwriter in Zusammenarbeit mit unter anderen Cesare Cremonini, J-Ax & Fedez, Francesco Renga, Fabri Fibra, Gianna Nannini und Elisa. Neben mehreren Nummer-eins-Hits war er auch an erfolgreichen Beiträgen zum Sanremo-Festival beteiligt.
2017 unterschrieb Petrella einen Plattenvertrag bei Warner Music, um ein Soloprojekt als Sänger zu starten. Mit dem Album Litigare debütierte er 2018. Danach nahm er das Pseudonym Tropico an und veröffentlichte 2021 nach mehreren Singles das Album Non esiste amore a Napoli bei Universal. Zwei Jahre später erschien bei Sony das nächste Album Chiamami quando la magia finisce.

## Diskografie

### Alben
| Jahr | Titel Musiklabel                                   | Höchstplatzierung, Gesamtwochen, AuszeichnungChartsChartplatzierungen (Jahr, Titel, Musiklabel, Platzierungen, Wochen, Auszeichnungen, Anmerkungen) | Anmerkungen         |
| Jahr | Titel Musiklabel                                   | IT | Anmerkungen         |
| ---- | -------------------------------------------------- | --- | ------------------- |
| 2018 | Litigare Warner                                    | — | als Davide Petrella |
| 2021 | Non esiste amore a Napoli Island/Universal         | — |                     |
| 2023 | Chiamami quando la magia finisce Numero Uno / Sony | IT20 (3 Wo.)IT |                     |

### Singles (Auswahl)
| Jahr | Titel Album    | Höchstplatzierung, Gesamtwochen, AuszeichnungChartsChartplatzierungen (Jahr, Titel, Album, Platzierungen, Wochen, Auszeichnungen, Anmerkungen) | Anmerkungen                        |
| Jahr | Titel Album    | IT | Anmerkungen                        |
| ---- | -------------- | --- | ---------------------------------- |
| 2022 | Contrabbando – | IT74 (1 Wo.)IT | mit Cesare Cremonini & Fabri Fibra |

## Belege
1. ↑  Franco Zanetti: Chi è Davide Petrella, autore dominatore del Festival. In: Rockol.it. 12. Februar 2023, abgerufen am 4. November 2023 (italienisch).
2. ↑  Biografia di Davide Petrella. In: Rockol.it. Abgerufen am 4. November 2023 (italienisch).
3. ↑  Alben von Tropico. In: Italiancharts.com. Hung Medien, abgerufen am 4. November 2023.
4. ↑  Archivio classifiche Top Singoli. FIMI, abgerufen am 4. November 2023 (italienisch).

| Personendaten    | Personendaten            |
| ---------------- | ------------------------ |
| NAME             | Tropico                  |
| ALTERNATIVNAMEN  | Petrella, Davide         |
| KURZBESCHREIBUNG | italienischer Cantautore |
| GEBURTSDATUM     | 6. August 1985           |
| GEBURTSORT       | Neapel                   |